# Vera Malinowskaja

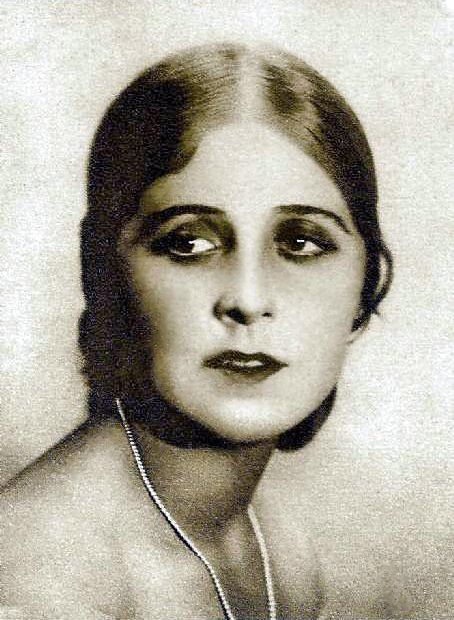
Vera Malinowskaja

Vera Malinowskaja (alternative Schreibweisen Vera Malinovskaja und Vera Malinovskaya, russisch Вера Степановна Малиновская Wera Stepanowna Malinowskaja; * 1900 in Kiew, Russisches Kaiserreich, heute: Ukraine; † 1988 in Monaco) war eine sowjetische Schauspielerin beim heimischen und deutschen Stummfilm.

## Leben und Wirken
Die gebürtige Ukrainerin begann ihre künstlerische Laufbahn als Balletttänzerin, ehe sie sich der Schauspielerei zuwandte. 1924 wurde Vera Malinowskaja vor die Kamera geholt und avancierte in den kommenden vier Jahren zu einem Star des sowjetischen Kinos. Die größte künstlerische Bedeutung besaß die 1925 entstandene Verfilmung von Puschkins Der Postmeister (Коллежский регистратор), wo sie die Dunja an der Seite von Iwan Moskwin verkörperte. Der große Erfolg des Jakow-Protasanow-Films „Der Kellner aus dem Palast-Hotel“ auch im westlichen Ausland brachte Malinowskaja ein Angebot aus Deutschland ein.
Daraufhin spielte die Kiewerin tragende Nebenrollen in drei späten deutschen Stummfilmen: In Karl Grunes Waterloo verkörperte sie 1928 die polnische Gräfin Tarnowska, und im Anschluss daran war sie die Tochter des Zigeunerprimas in der gleichnamigen Carl Wilhelm-Operettenverfilmung. In Der Günstling von Schönbrunn, entstanden in der Übergangszeit vom Stumm- zum Tonfilm, spielte sie 1929 die kaiserliche Hofdame Gräfin Nostiz.
Der deutschen Sprache kaum mächtig, bedeutete der Anbruch des Tonfilmzeitalters das Aus für Vera Malinowskajas Karriere im Ausland. Sie entschloss sich jedoch dafür, im Westen zu bleiben und lebte die folgenden Jahre in Deutschland und Italien. Im Dritten Reich soll sie mit Hilfe von Erich Maria Remarque und dessen Frau, mit der sie eine Freundschaft verband, vor den Nationalsozialisten geflohen sein. 1979 kehrte Vera Malinowskaja erstmals nach vielen Jahren in die sowjetische Heimat zurück, um in Moskau an den dortigen 11. Internationalen Filmfestspielen teilzunehmen. Den Lebensabend verbrachte die ehemalige Schauspielerin in Monaco, wo sie 1988 auch verstarb.

## Filmografie
- 1924: Всем на радость
- 1925: Медвежья свадьба
- 1925: Der Postmeister (Коллежский регистратор)
- 1927: Чужая
- 1927: Der Kuß von Mary Pickford (Поцелуй Мэри Пикфорд)
- 1927: Der Kellner aus dem Palast-Hotel (Человек из ресторана)
- 1928: Irrwege der Leidenschaft (Хромой барин)
- 1928: Ледяной дом
- 1929: Waterloo
- 1929: Der Zigeunerprimas
- 1929: Der Günstling von Schönbrunn